# Chrysolina patriciae
Chrysolina patriciae é uma espécie de artrópode pertencente à família Chrysomelidae.